# Banguel (Mokolo)
Pour les articles homonymes, voir Banguel (homonymie).
Banguel (ou Bamguel) est un village du Cameroun situé dans le département de la Mayo-Tsanaga et la Région de l'Extrême-Nord. Il fait partie de la commune de Mokolo et du canton de Boula. 

## Démographie
En 1966-1967, la localité comptait 156 habitants, des Guiziga et des Peuls.
Lors du recensement de 2005 (3e RGPH), on y a dénombré 1 320 personnes.